# 九號鎮區 (北卡羅萊納州克雷文縣)
九號鎮區（英語：Township 9）是位於美國北卡羅萊納州克雷文縣的一個鎮區。

## 地方資料
九號鎮區的面積為188.55平方千米，皆為陸地。根據2020年美國人口普查的數據，當地共有人口2481人，而人口密度為每平方千米13.16人。